# Il caso Raoul
Il caso Raoul è un film drammatico del 1975, diretto da Maurizio Ponzi.

## Trama
Bruxelles. Raoul, un bambino dall'indole fragile a causa dell'instabilità familiare in cui è cresciuto, subisce un duro colpo emotivo quando scopre di essere stato adottato. Nel tentativo di uscire dello stato di angoscia che lo ha sempre circondato e che andato sempre più a peggiorare, Raoul si impegna negli studi di recitazione, divenendo infine un attore professionista.
La famiglia adottiva di Raoul è composta, oltre dai suoi genitori adottivi, anche da Maddalena e Andrea, suoi fratelli; una volta divenuto adulto e dopo essersi legato sentimentalmente a Delia, una collega, Raoul è convinto finalmente di aver raggiunto una serena tranquillità mentale poiché niente sembra turbarlo fino a quando viene a galla un particolare del suo passato di cui non era a conoscenza.
Raoul viene a sapere che Andrea non è suo fratello, bensì il suo padre biologico e che per di più è rimasto coinvolto in un incidente; Delia che nel frattempo aveva avuto un figlio da Raoul diviene inspiegabilmente vittima della psicosi che colpisce il suo compagno che arriva addirittura a tentare di farle del male.
Già sofferente con molta probabilità fin da bambino da una lieve forma di schizofrenia, la razionalità di Raoul viene alienata completamente dallo stravolgimento degli eventi che nel corso del tempo intaccano la sua mente e ciò lo porta alla reclusione definitiva in un manicomio, dovendo affidare il suo unico figlio ai genitori adottivi.